# Синкретична політика
Синкретична політика (або спектрально-синкретична) — політика, яка поєднує елементи із загальноприйнятого лівого та правого політичних спектрів. Термін «синкретична політика» випливає з ідеї синкретизму (синкретичної релігії). Основною ідеєю синкретичної політики є те, що прийняття політичних позицій нейтралітету шляхом об'єднання елементів, пов'язаних з лівим і правим спектрами, може досягти мети примирення. Позиція політичного синкретизму — займати нейтралітет, комбінуючи елементи, пов'язані з лівим і правим спектрами, щоб досягти мети примирення. Оскільки цей парасольковий термін є родовим поняттям — гіперонімом, і визначається комбінацією двох стандартних полюсів чи запереченням їх на основі одномірного політичного спектру, — це стосується досить різнорідних підходів.
Адольф Гітлер, після критики як лівої політики, так і правої, у Mein Kampf представив фашизм і нацизм як «третій шлях» політично синкретично.
Синкретична політика   була реалізована у таких явищах як фашизм, націонал-соціалізм, у диктаторському режимі Франсіско Франко, перонізмі і націонал-анархізмі. Особливо в ранньому періоді формування фашизму, коли було заявлено про націоналізм та контроль над політикою і суспільством — протягом року постали соціалістичні та антикапіталістичні тенденції руху, що є типовим прикладом синкретичної політики.
Проте, прикладами синкретичної політики в теорії «третього шляху» є і партії, котрі включають ліві тенденції і соціалістичного походження явища корпоративізму і класового співробітництва: британська «Трудова та кооперативна партія» (англ. Labour and Co-operative Party), бразильська Робітнича партія за президентства Луїза Інасіо Лула да Сілва, мексиканська Інституційно-революційна партія одночасно з державним патріотизмом.
Проявом синкретичної політики є також рашизм та пов'язана з ним ідеологія Російського світу.  Рашизм — різновид тоталітарної фашистської ідеології, синкретичний симбіоз основних засад фашизму і сталінізму.